# Дърам (окръг, Северна Каролина)
Вижте пояснителната страница за други значения на Дърам.
Окръг Дърам (на английски: Durham County) е окръг в щата Северна Каролина, Съединени американски щати. Площта му е 772 km², а населението – 306 212 души (2016). Административен център е град Дърам.